# Szécsényi József
Szécsényi József (Szegvár, 1932. január 10. – Budapest, 2017. március 19.) Európa-bajnoki bronzérmes, Európa-csúcstartó, magyar diszkoszvető, atléta, olimpikon, egyetemi tanár.

## Pályafutása

### Sportolóként
1950–1956
1950-ben a Szegedi Lokomotív színeiben országos ifjúsági bajnokságot nyert diszkoszvetésben. 1952-től a Testnevelési Főiskola Haladás versenyzője volt.
1953 májusában 47,01 méterrel egyéni csúcsot ért el, amit júliusban 49,48 méterre javított. A magyar bajnokságon bronzérmes volt. Szeptemberben 51,26 méterre dobta a szert. Az év végi európai ranglistán a kilencedik volt.
1954 június közepén egy Budapest-Párizs viadalon 51,55 métert ért el. Három hét múlva 52,69 méterrel lett második a Népstadionban. Ezzel a negyedik helyre jött fel az európai ranglistán. A következő héten 52,24 méterrel nyert versenyt Helsinkiben. A hónapot 52,07 méterrel zárta Stockholmban. Augusztus elején Oslóban 53,71 méterre növelte a legjobbját, egyúttal megtörte az Európa-rekorder Klics Ferenc magyar versenyzők elleni hatéves veretlenségi sorozatát. A hónap végén a berni Európa-bajnokságon 51,58 méterrel bronzérmes volt. A szeptemberi országos bajnokságon diszkoszvetésben második, súlylökésben harmadik volt.
1955 júniusában Prágában 52,68 méterrel nyert versenyt. Júliusban a Bp. Honvéd versenyzője lett. Július közepén 53,45 métert dobott egy budapesti versenyen. A hónap végén Helsinkiben súllyal 15,21 méteres egyéni csúcsot lökött, amit augusztusban a Népstadionban 15,40 méterre javított. Szeptemberben egy versenyen súlylökésben (15,46 m) és diszkoszvetésben (53,83 m) is élete addigi legjobbját teljesítette. Októberben a svédek elleni viadalon 54 méter fölé került (54,24 m). A magyar bajnokságon egy arany- és egy bronzérmet szerzett. November végén 54,18 métert dobott.
1956-ban az eredményei elmaradtak a korábbi években megszokottól. Szeptember elején Malmőben tudott először 52 méter felett dobni versenyen. Az olimpiai csapatba nem került be.
1957–1960
1957 elején hazaköltözött Szegvárra és felhagyott az atlétikával, de a versenyszezon közeledtével májusban ismét edzésbe állt. Ekkor még dobókör sem állt a rendelkezésére. Még ebben a hónapban 52,24 méterrel nyert versenyt. Június végén a válogatottba is bekerült, de az athéni viadalon 50 méterig sem jutott. Ezután közel két hónapig nem indult versenyen. Az augusztus 20-i országos bajnokságon már szerepelt és második helyen végzett. A következő héten Berlinben 52,88 méterrel lett második. Szeptemberben a főiskolai világbajnokságon ezüstérmet nyert. A hónap közepén Prágában -új stílusban dobva- 55,05 méterrel egyéni csúcsot ért el. 1957 őszétől a szentesi Horváth Mihály Gimnáziumban lett tanár. Az év végi rangsorban a legjobb európai versenyző volt.
1958 áprilisának végén egy szegedi dobóversenyen diszkosszal 55,82 méterrel (nem hitelesítették országos csúcsként), súlylökésben 16,21 méterrel egyéni csúcsot ért el. Májusban versenyt nyert Stuttgartban (52,61 m) és Heilbronnban (53,48 m). Júniusban Prágában második (54,90 m), Breznicában első (54,12 m) volt. A hónap végén 56,02 méterrel magyar rekordot ért el, amit július 13-án 56,34 méterre javított. A hónap végén tokszalag sérülést szenvedett, de így is magyar bajnokságot nyert. Augusztusban Szegeden 56,60 méterre javította a legjobb magyar eredményt. Az Európa-bajnokságon 51,43 méterrel nyolcadik lett. Szeptember elején 56,31 méterrel nyert versenyt.
1959-ben az első versenyén 56,25 métert dobott. Két héttel később 57,15 méterre javította a magyar csúcsot. Újabb két hét után egy győri versenyen 57,62 méteres rekorddal kezdett. Az utolsó dobásával 58,33 méterrel megdöntötte a lengyel Edmund Piątkowski 57,89 méteres Európa-csúcsát. Júliusban előbb Moszkvában nyert versenyt, majd Budapesten 58,06 méterrel legyőzte a világcsúcstartó Piątkowski. Szeptember végén 58,96 méterrel újabb magyar csúcsot ért el, amit még ugyanazon a héten 59,03 méterre javított.
A következő évben 57,19 méterrel kezdte a szezont. A következő héten 58,07 méterig jutott. Júniusban 58,94 méterrel nyert Varsóban, 57,44-gyel Prágában, majd 58,07-tel Budapesten. Júliusban Rostockban 58,34-gyel folytatta a győzelmi sorozatot. A hónap végén magyar bajnok lett. Az 1960-as római olimpián - legjobb nem amerikai versenyzőként, 55,79 méteres eredménnyel - a 4. helyen végzett.
1961–1964
1961 május végén Szófiában győzött 57,94 méterrel. A következő héten Budapesten dobott 58,17 méterrel. Júniusban második lett Varsóban (56,15 m), első Prágában  (58,15 m) és Breznicében (58,71 m).
1962-ben egy eltiltás következtében csak június 15-től indulhatott versenyen. Az első versenyén deréksérüléssel indult. Az ezt követő prágai versenyen a derék problémája miatt egy kísérlet miatt visszalépett. Augusztusban Helsinkiben lett harmadik (56,62 m), majd magyar bajnokságot nyert. Tatabányán a magyar-csehszlovák-ukrán viadalon 60,66 méterrel országos csúcsot ért el. A csúcsjavítás után sérülés miatt közel három hétig nem tudott versenyen indulni. Az Európa-bajnokságon 54,66 méterrel hatodik volt.
1963 februárjában, majd áprilisában műtéten esett át. A kórházból május második felében került ki, ahol megszakításokkal két hónapot töltött és hat kilót fogyott. Július végén indult először versenyen, amit 56,46 méterrel megnyert. Szeptemberben megnyerte a magyar bajnokságot. A selejtezőben elért 57,02 méter a legjobbja volt a szezonban.
A következő évben már áprilisban 57,33 métert dobott. Májusban első lett Kasselben (54,44 m) és Mendenben (55,77 m). Vállsérülése miatt június és július nagy részében nem edzhetett és nem indult az országos bajnokságon sem. Augusztus közepén szerepelt ismét versenyen (57,15 m), majd Varsóban ötödik lett (54,43 m). Szeptemberben 57,61 méterrel nyert versenyt Budapesten. Októberben a tokiói olimpián az 5. helyen (57,23 méter) végzett.
1965–1970
Az 1965-ös országos bajnokságon 55,66 méterrel nyert. 1966 júliusában a magyar-olasz-svájci viadalon 50. alkalommal szerepelt a válogatottban. Augusztusban vállsérülése miatt lemondta a válogatottságot, így nem indulhatott a budapesti Európa-bajnokságon sem. 1967-től a TFSE versenyzője lett, ahol elsősorban csapatversenyeken indult

#### Sporteredményei
diszkoszvetés
- Európa-bajnokság
  - bronzérmes: 1954
- Főiskolai világbajnokság
  - ezüstérmes: 1957
- Magyar bajnokság
  - aranyérmes: 1955, 1956, 1958, 1959, 1960, 1961, 1962, 1963, 1965
  - ezüstérmes: 1954, 1957
  - bronzérmes: 1953

súlylökés
- Magyar bajnokság
  - bronzérmes: 1954, 1955, 1956

Rekordjai
diszkoszvetés
- 56,02 m (1958. június 29., Budapest) magyar csúcs[36]
- 56,34 m (1958. július 13., Kijev) magyar csúcs[37]
- 56,60 m (1958. augusztus 10., Szeged) magyar csúcs[39]
- 57,15 m (1959. május 24., Budapest) magyar csúcs[42]
- 57,62 m (1959. június 7., Győr) magyar csúcs[43]
- 58,33 m (1959. június 7., Győr) Európa-csúcs[43]
- 58,96 m (1959. szeptember 29., Budapest) magyar csúcs[46]
- 59,03 m (1959. október 3. Budapest) magyar csúcs[47]
- 60,66 m (1962. augusztus 19., Tatabánya)[63]

Legjobb eredményei évenként
diszkoszvetés
- 1950: 41,77 m (magyar ranglista: 13.)[80]
- 1951: 44,18 m (7.)[81]
- 1952: 45,37 m (6.)[82]
- 1953: 51,26 m (3., európai ranglista: 9.)[83]
- 1954: 53,71 m (2.)[84]
- 1955: 54,24 m (1., e 6., világranglista: 8.)[85][86]
- 1956: 52,64 m (2.)[87]
- 1957: 55,05 m (1., e 1.)[88][89]
- 1958: 56,60 m (1., e 3., v 5.)[90]
- 1959: 59,03 m (1., e 2., v 2.)[91]
- 1960: 58,94 m (1., e 1., v 3.)[92]
- 1961: 58,71 m (1., e 2., v 4.)[93]
- 1962: 60,66 m (1.)[94]
- 1963: 57,02 m (1., e 10., v: 16.)[95][96]
- 1964: 57,61 m (1., v: 26.)[97][98]
- 1965: 56,33 m (2.)[99]
- 1966: 56,18 m (4.)[100]
- 1967: 51,62 m (8.)[101]
- 1968:
- 1969: 53,16 m (8.)[102]

súlylökés
- 1950: 12,42 m (magyar ranglista: 35.)
- 1951: 13,18  m (11.)[103]
- 1952: 13,14 m
- 1953: 14,10 m (11.)[104]
- 1954: 15,14 m (3.)[105]
- 1955: 15,46 (3.)
- 1956: 14,94 m (3.)
- 1957: 14,97 m (4.)
- 1958:
- 1959: 15,18 m (5.)
- 1960: 16,11 m (4.)
- 1961: 16,19 m (4.)
- 1962:
- 1963:
- 1964: 15,46 m (7.)
- 1965: 15,58 m (8.)
- 1966: 15,50 m (10.)
- 1967:
- 1968:
- 1969:

### Edzőként
1955-ben testnevelő tanári-, 1967-ben szakedzői képesítést szerzett. Még versenyzőként Tégla Ferenc trénere volt. 1969-től 1972-ig az atléta válogatott dobószámokért felelős edzője volt. 1979-től 1984-ig Kuvaitban volt edző.

### Tudományos munkássága
1973-ban az ELTE Bölcsészettudományi Karon diplomázott pszichológiából. 1965-től adjunktus a Testnevelési Főiskola Atlétika Tanszékén, 1978-ban egyetemi docens, majd 1989-től 2002-ig egyetemi tanár és tanszékvezető lett. 1985-től irányította az Atlétika Tanszék tudományos kutatásit valamint TDK tevékenységét.
A Testnevelési Egyetem Doktori Tanácsának tagja, a Tanszékvezetők Kollégiumának elnöke, a Magyar Biológiai Társaság tagja és a Habilitációs Bizottság tagja volt.
Szakdolgozatai, értekezései
- Atlétikai  mozgások ritmusának elemzése (1955) TF szakdolgozat
- A mozgástanulás szempontjai (1967) TF szakdolgozat
- A pszichotóniás edzés hatása az akaratlagos mozgás teljesítményének alakulására (1973) ELTE doktori értekezés
- Izommechanikai elvek érvényesülése a sportmozgásokban (1978) kandidátusi értekezés

## Díjai, elismerései
- A Magyar Népköztársaság Érdemes Sportolója (1955)[108]
- Munka érdemrend (1960)[109]
- Magyar Népköztársasági Sportérdemérem, arany fokozat (1964)[110]
- Mesteredző (1971)

1953 és 2024 között az ő alakja jelent meg a Sport szelet csomagolásán.

## Publikációi
Szakcikkei jelentek meg a Sport és Tudomány, a Sportélet, az Atlétika című újságokban.
Művei
- Edzők zsebkönyve 4.: Sportolók erőfejlesztése (1967), Koltai Jenővel
- Edzők zsebkönyve 7.: Az edzéstervezés módszertani és gyakorlati kérdései (1969)
- Edzéstervezés (1977), Molnár Sándorral
- Saját kezedben vagy! (1987), Józsa Évával, Szécsényi Józsefnével
- Stretching (1992)